# Итальянский волк
Итальянский волк (Canis lupus italicus), также известный как апеннинский волк, — подвид серого волка, обитающий в Апеннинских горах в Италии. Впервые описан в 1929 году и признан подвидом в 1999 году. Недавно из-за увеличения популяции этот подвид был замечен в Швейцарии. В последние годы итальянские волки обосновались в Южной Франции, в частности, в Национальном парке Меркантур. Во всех трёх странах волк находится под защитой.

## Описание
Это волк среднего размера. Самцы в среднем весят 24—40 кг, а самки обычно на 10 % легче. Длина их тела составляет 100—140 см. Мех обычно серый или бурый, хотя в регионе Муджелло и в Тосканско-Эмилианских Апеннинах были замечены чёрные особи.
Сравнительный анализ итальянских и евразийских волков с дикими собаками показал, что итальянская популяция волков является самой чистой и меньше всех пострадала от гибридизации с домашними собаками. Однако в 2004 году в юго-центральной Тосканской провинции в Сиене были найдены три волка с отростками на задних лапах, что свидетельствовало о загрязнении генофонда. Хотя это вызвало озабоченность из-за опасности, которая угрожает генетической чистоте волка, некоторые биологи и экологи были воодушевлены таким очевидным симптомом, как фактором, потенциально полезным для диагностики гибридов.

## Рацион
Итальянский волк — ночной охотник, который питается в основном животными среднего размера, такими как серна, европейская косуля, благородный олень и дикий кабан. При отсутствии такой добычи, его рацион также включает мелких животных, таких как кролики и зайцы. Итальянский волк может съесть до 1,5—3 кг мяса в день. Изредка волк употребляет в пищу ягоды и травы как балласт.
Волк хорошо адаптировался и в некоторых городских местностях, где не брезгует и домашними животными.

## Поведение и размножение
Из-за нехватки крупной добычи стаи волков в Италии обычно невелики. Стаи, как правило, ограничиваются нуклеарной семьёй, состоящей из дающей потомство доминантной пары и молодых волков, остающихся с родителями до возраста, когда они смогут разойтись и плодиться. Однако в областях, где много крупных травоядных, таких как олени — например, в Национальном парке Абруццо — можно найти стаи, состоящие из 6—7 особей.
Спаривание происходит в середине марта и сопровождается двухмесячной беременностью. Число волчат зависит от возраста матери и обычно варьирует от двух до восьми. Детёныши весят 250—350 граммов при рождении и открывают глаза в возрасте 11—12 дней. Они отучаются от сосков в возрасте 35—45 дней и способны полностью переваривать мясо в 3—4 месяца.

## История
До конца XIX века популяции волков широко распространялись в горных регионах Италии. К началу XX столетия начались их преследования. За очень короткое время волк исчез в Альпах, Сицилии, и его численность резко сократилась на Апеннинах.
После Второй мировой войны ситуация ухудшилась, и популяция волков достигла своего исторического минимума в 1970-х годах. В 1972 году Луиджи Боитани и Эрик Цимен получили задание возглавить первое систематическое исследование состояния популяции волков в Италии. Изучив область между плато Сила на юге и массивом Сибиллини в центральных Апеннинах, они пришли к выводу, что популяция волков составляла не более 100—110 особей.

## Восстановление

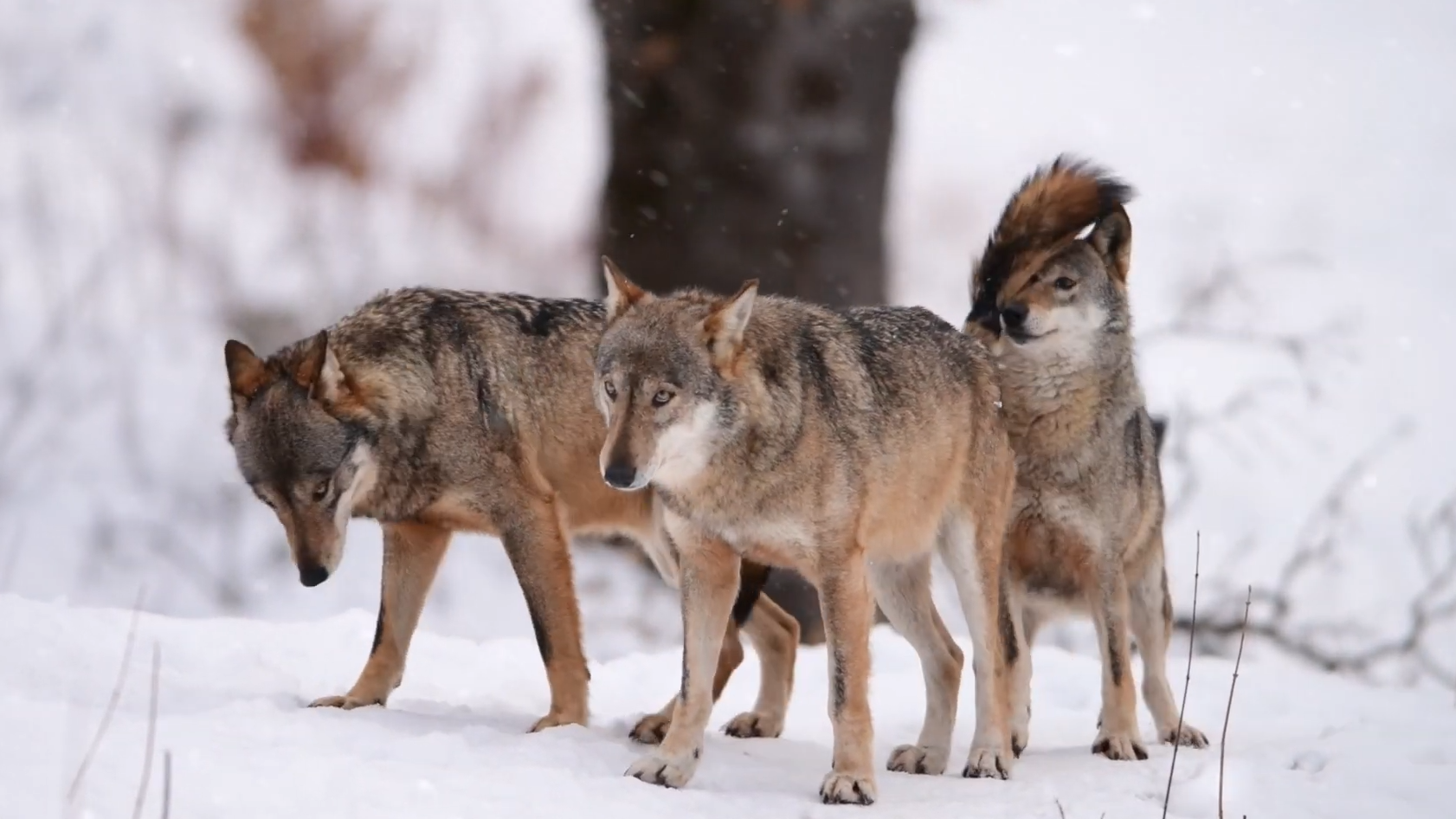
Стая апеннинских волков

### Италия
Начиная с 1970-x годов, политические дебаты стали разрешаться в пользу увеличения популяций волков. В начале 1980-х годов было проведено новое исследование, в соответствии с которым на тот момент численность волков составила уже 220—240 особей и продолжала увеличиваться. Новые оценки в 1990-х годах показали, что популяция волков удвоилась, причём некоторые особи поселились в Альпах — регионе, не населяемом волками почти столетие. Последние данные говорят о том, что сейчас на свободе живут 500—600 итальянских волков. Их популяция ежегодно увеличивается на 7 %.

### Франция
Волки мигрировали из Италии во Францию в 1992 году. Французская популяция волков составляет не более 40—50 особей, но животные были обвинены в гибели почти 2200 овец в 2003 году. Для сравнения, в 1994 году погибло менее 200 овец. Разногласия также возникли в 2001 году, когда пастух, живший на окраине Национального парка Меркантур, был искусан тремя волками. Согласно с Бернской конвенцией, волк — вымирающий вид, поэтому охота на него запрещена. Официальный контроль над популяцией разрешён, если это не несёт угрозы для подвида.

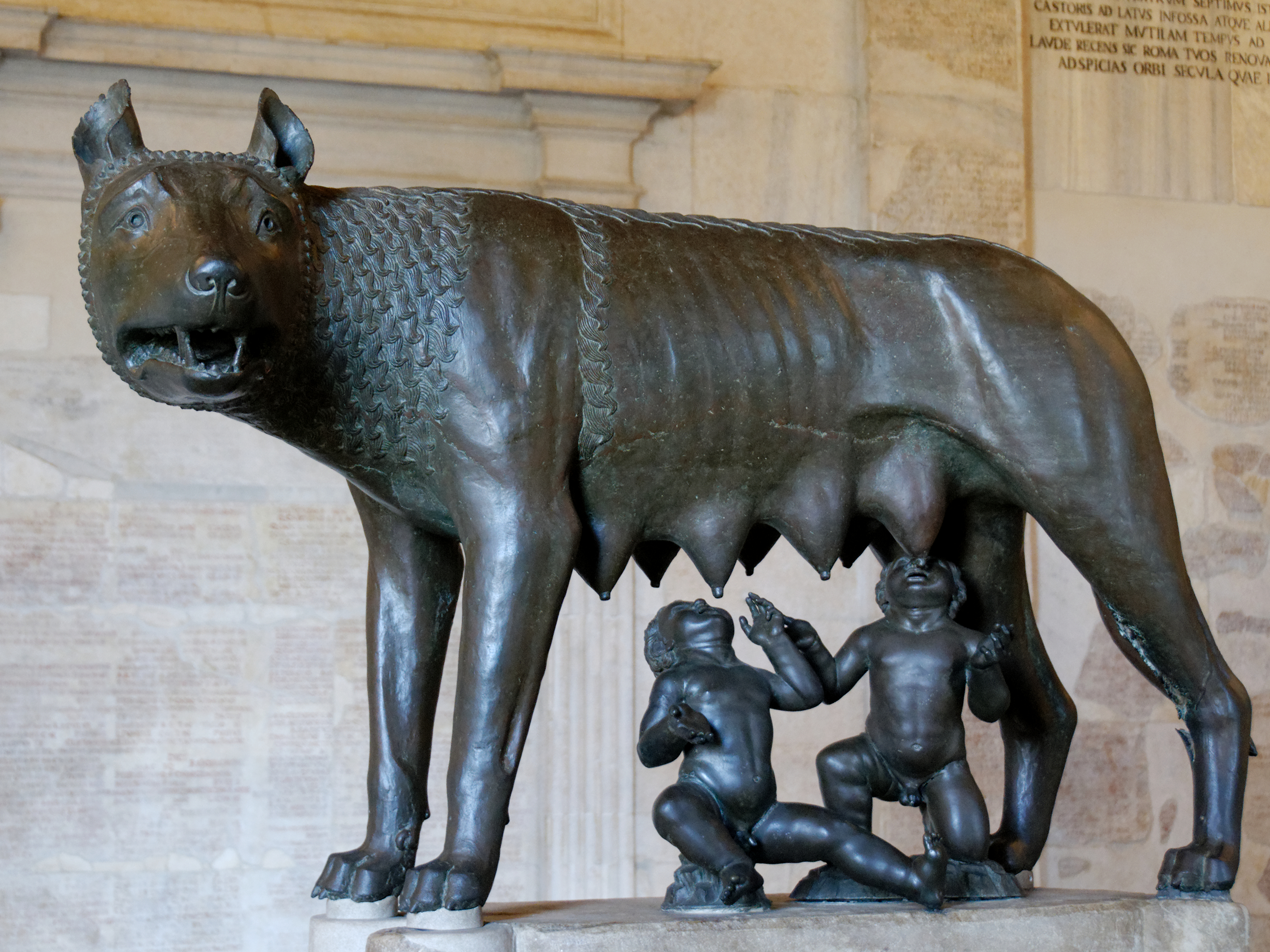
Капитолийская волчица с Ромулом и Ремом. Капитолийский музей, Палаццо Консерваторов, Рим.

## Фольклор
В итальянской культуре волк фигурирует в известном мифе о Ромуле и Реме, легендарных основателях Рима. Мальчиков-близнецов приказал убить их двоюродный дед Амулий, который боялся, что они отберут у него власть над Альба-Лонгой. Однако слуга, которому было приказано убить близнецов, сжалился над ними, поместил их в колыбель, которую оставил на берегу реки Тибр, и ушёл. Поднявшаяся в реке вода осторожно понесла колыбель с близнецами вниз по течению, где под защитой речного божества Тиберина они попали к волчице, на латыни известной как Lupa, которая усыновила их. Они были взращены под фиговым деревом и вскормлены дятлом. Оба животных были посвящены Марсу.
Согласно с Фиоретти, город Губбио был осаждён волком Губбио, который пожирал и скот, и людей. Франциск Ассизский, живший в Губбио, пожалел горожан и пошёл в горы, чтобы найти волка. Вскоре страх перед животным заставил всех его спутников отступить, но святой продолжал свой путь. Увидев волка, он сделал крестное знамение и приказал волку подойти к нему и никому не вредить. Волк закрыл свою пасть и улёгся у ног св. Франциска. «Брат Волк, ты делаешь много вреда в этих местах и совершил большое зло…», — сказал Франциск. — «Все эти люди обвиняют и проклинают тебя… Но, брат Волк, я бы хотел, чтоб ты примирился с людьми». Тогда он повёл волка в город, где окружённый изумлёнными горожанами, заключил мир между ними и волком. Поскольку волк «совершал зло от голода», горожане должны были регулярно кормить волка, а волк должен был прекратить нападения на людей и их стада. Так Губбио был освобождён от нападок хищника. Франциск, любитель животных, даже заключил мир с городскими собаками, по которому они больше не беспокоили волка.